# 126 Velleda
126 Velleda eller 1949 YF är en asteroid upptäckt 5 november 1872 av astronomen Paul Henry i Paris. Asteroiden har fått sitt namn efter Veleda, en kvinnlig profet som deltog i Batavernas revolt mot Romerska riket år 69.
Ockultationer har observerats flera gånger.